# Панда Кунг-Фу: Лапи долі

Панда Кунг-Фу: Лапи долі (англ. Kung Fu Panda: The Paws of Destiny) — американський комп'ютерно-анімаційний потоковий телевізійний серіал, випущений DreamWorks Animation, випущений для Prime Video 16 листопада 2018 року. Це другий серіал у франшизі Панда Кунг-Фу. Розробник Мітч Уотсон підтвердив, що Мік Вінгерт повторить свою роль у фільмі Легенди чудового як По.
Друга половина сезону 1 вийшла 4 липня 2019 року.

## Сюжет
Створена після подій Kung Fu Panda 3, серія слідкує за пандою Пo у новій пригоді за участю чотирьох дітей панди (Ну Хай, Цзін, Бао та Фан Тонг), які трапляються в містичній печері під селом Панда. Діти панди випадково поглинають чі древніх і могутніх воїнів Кунг-фу, відомих як Чотири сузір'я: Синій дракон, Чорна черепаха, Білий тигр і Червоний Фенікс — кожен з яких представляє основну слабкість його користувача. Вони усвідомлюють, що їм судилося врятувати світ від нечистої сили (Цзиндао), яка бажає заволодіти світом, висадивши По з його найбільшим викликом на сьогоднішній день — навчивши цю групу дітей, що грають, як володіти своїми новоспеченими силами кунг-фу.